# Vânători-Neamț, Neamț
Vânători-Neamț este satul de reședință al comunei cu același nume din județul Neamț, Moldova, România. Este locul de deces al lui Mihail Sadoveanu.
 Acest articol despre o localitate din județul Neamț este deocamdată un ciot. Puteți ajuta Wikipedia prin completarea lui.